# Imelda Lambertini
Imelda Lambertini (c. 1322, Bolonya - † 12 de maig de 1333, ibíd.) fou una jove religiosa italiana que va morir amb tretze anys segons la tradició en un èxtasi durant la seva primera comunió. Va ser beatificada el 1826 pel papa Lleó XII, i a partir d'aleshores és coneguda com la Beata Imelda.

## Història
Imelda, de nom seglar Maddalena, era filla del comte Egano Lambertini i de Castora Galuzzi. Encara que era petita, tenia una gran pietat, i feia petits altars davant dels quals pregava llargament. Tenia una gran admiració per Santa Agnès de Roma, i el seu desig més gran era rebre la comunió. En aquella època, però, els nens només podien combregar després de fer els catorze anys. Tanmateix, demanava insistentment als seus pares que la portessin al monestir de dominiques de Bolonya, on acceptaven nens. Els seus pares hi van acceptar, i Maddalena va entrar amb les novícies al monestir de Val di Pietra amb deu anys, on va prendre el nom religiós d'Imelda. Encara que per l'edat no estava obligada a seguir la regla, ella la seguia amb devoció i aplicació, i suplicava a les germanes i al seu confessor que la deixessin combregar, però ells no la deixaven perquè no tenia l'edat permesa.
Tota trista, un dia, a la festa de la Mare de Déu la nena estava a la capella pregant amb les germanes dominiques. En el moment de la comunió una hòstia va elevar-se fora del cibori i va caure-li al cap. El sacerdot s'hi va apropar amb la patena i la va beneir abans de donar-la-hi perquè combregués. Imelda es va prosternar, i quan les germanes van venir a emportar-se-la, la van trobar morta amb la cara en èxtasi.

## Veneració i beatificació
Les restes incorruptes de la Beata Imelda es troben a l'església de Sant Segismon de Bolonya. Va ser beatificada el 1826 pel papa Lleó XII i fou declarada patrona dels nens que fan la primera comunió el 1910 pel papa Pius X, qui, aquell any, va decretar que els nens podien fer la primera comunió a una edat menor a la que hi havia establerta abans.
Hi ha una congregació de religioses afiliada a l'Orde de Predicadors que duu el seu nom: Congregació de Germanes Dominiques de la Beata Imelda.